# خان القناديل (مسلسل)
خان القناديل مسلسل مصري للمؤلف محمد جلال عبد القوي، وقصة وسيناريو وحوار أحمد الزناري، وإخراج إبراهيم الشوادي، تم إنتاجه عام 2003 من قبل المصرية لمدينة الإنتاج الإعلامي وشركة برومو بلس.

## قصة المسلسل
تجري الأحداث في "خان القناديل" الذي يقع بالقرب من سوق كبير يحمل نفس الاسم، حيث يبدأ صراع ما بين تجار السوق حيث يحاول بعضهم أن يغيروه ويدخلوا عليه أشياء تغير من تراثه وعاداته في التجارة الشريفة، محاولين الاستيلاء على الخان لتوسيع أنشطتهم، فيتصدى لهم أبناء الخان مع "أمين القناديلي" وهوعضو مجلس الشعب وكبير الخان لإيقاف أفعالهم ومساعيهم.

## الممثلون
أسماء بعض المشاركين في العمل:
- عزت العلايلي
- صفية العمري
- أحمد شاكر عبد اللطيف
- نورهان
- أيمن عزب
- ياسر علي ماهر
- سامح السريطي
- عزت أبو عوف
- علا رامي
- محمد الدفراوي
- وائل نور
- فادية عبد الغني
- رشوان توفيق
- عبد الرحمن أبو زهرة
- صلاح رشوان